# تومي بيل
تومي بيل (بالإنجليزية: Tommy Bell)‏ (9 نوفمبر 1906 في المملكة المتحدة - 1 يناير 1983) هو لاعب كرة قدم بريطاني (وحمل سابقاً جنسية المملكة المتحدة لبريطانيا العظمى وأيرلندا) في مركز الهجوم. لعب مع نادي بريستول سيتي ونادي تشيسترفيلد ونادي توركي يونايتد ونادي ساوثبورت ونادي لوتون تاون ونادي نورثامبتون تاون ونادي هاليفاكس تاون وMerthyr Town F.C. ‏ وسبالدينغ يونايتد ‏ وWellingborough Town F.C. ‏.